# Fritz Hegenbart
Fritz Hegenbart (né le 15 septembre 1864 à Salzbourg, mort le 29 octobre 1943 à Bayerisch Gmain) est un peintre, un dessinateur, un graveur et un sculpteur autrichien.

## Biographie
Fils d'un professeur de violoncelle au Conservatoire de Prague, il suit d'abord une formation de musicien puis étudie à l'Académie des beaux-arts de Prague à partir de 1886 et à l'Académie des beaux-arts de Munich auprès de Frank Kirchbach en 1888.

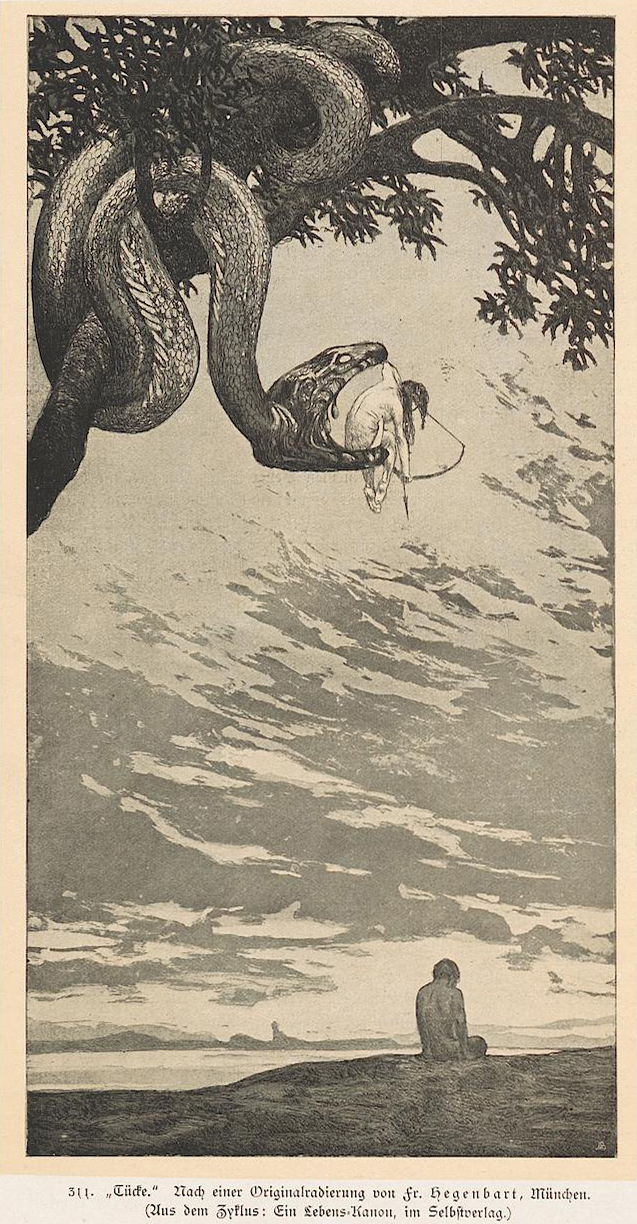
Traîtrise, vers 1900.

Hegenbart séjourne quelque temps à Francfort-sur-le-Main, Salzbourg, Paris et Dinkelsbühl, puis s'installe à Munich, où il ouvre une école de peinture. En outre, entre 1900 et 1902, il enseigne les matières du costume (peinture à partir du personnage habillé) et de l'illustration à l'académie des femmes de l'Association des femmes artistes de Munich. De 1907 à 1910, il travaille à Darmstadt, puis retourne à Munich.
Hegenbart est membre des revues Jugend et Fliegende Blätter. De 1902 à 1912, il fut membre de Hagenbund. Au tournant des années 1900, son travail est influencé par l'Art nouveau.